# María Crucificada de Rosa
María Crucificada de Rosa (Brescia, 1813 - Brescia, 15 de diciembre de 1855) fue una religiosa, enfermera y fundadora italiana del siglo XIX. 
Fundó la Comunidad de las Siervas de la Caridad, aprobada oficialmente por el papa Pío IX. Su memoria litúrgica se celebra el 15 de diciembre.
- Datos: Q459108
- Multimedia: Maria Crocifissa di Rosa / Q459108